# Laurent Quellet
Laurent Quellet (26 de febrero de 1952) es un deportista suizo que compitió en vela en la clase 470. Ganó una medalla de oro en el Campeonato Europeo de 470 de 1975.

## Palmarés internacional
| Campeonato Europeo | Campeonato Europeo       | Campeonato Europeo | Campeonato Europeo |
| Año                | Lugar                    | Medalla            | Clase              |
| ------------------ | ------------------------ | ------------------ | ------------------ |
| 1975               | Stokes Bay (Reino Unido) | Medalla de oro     | 470                |